# كلية لندن للاقتصاد
كلية لندن للاقتصاد (تُعرف رسميًا بكلية لندن للاقتصاد والعلوم السياسية، اختصارًا أل أس إي) (بالإنجليزية:  London School of Economics and Political Science, LSE)‏، هي جامعة بحثية عامة موجودة في لندن، إنجلترا، ومؤسسة عضو في جامعة لندن. أُنشِئَت عام 1895م على يد أعضاء الجمعية الفابية سيدني ويب، وبياتريس ويب، وجراهام والاس، وجورج برنارد شو لإصلاح وتحسين المجتمع. انضمت الكلية إلى جامعة لندن عام 1900، وأصبحت تقدم مساقات البرامج والدرجات برعاية الجامعة عام 1901م. كانت الكلية تقدم شهادتها من جامعة لندن حتى عام 2008، حين بدأت بمنح شهادات خاصة باسمها.
تقع الكلية في مدينة وستمنستر في منطقة وسط لندن، بالقرب من الحدود بين كوفنت غاردن وهولبورن. تُعرف تلك المنطقة تاريخيًا باسم سوق كلير. تضم الكلية أكثر من 11 ألف طالب، منهم ما نسبته أقل من 70% يأتون من خارج المملكة المتحدة، و3300 موظف. بلغ دخلها 415.1 مليون جنيه إسترليني في 2018/19، منها 32.1 مليون جنيه إسترليني من المنح البحثية. يوجد في الكلية طلاب من 155 جنسية، ما يجعلها تملك ثاني أعلى نسبة من الطلاب الدوليين (حوالي 70%) بين كل جامعات العالم. على الرغم من اسمها، فإن الكلية تضم 25 قسمًا ومعهدًا أكاديميًا للتدريس والبحوث لمجموعة من العلوم الاجتماعية البحتة والتطبيقية.
تملك الكلية عضويةً في مجموعة رسل للجامعات، ورابطة جامعات الكومنولث، ورابطة الجامعات الأوروبية، وتعتبر أحيانًا جُزءًا من «المثلث الذهبي» للجامعات الموجودة في جنوب شرق بريطانيا. كما أنها جُزءٌ من مجموعة سيفيكا (بالإنجليزية: CIVICA)، وهي شبكة من ثمان جامعات أوروبية تتركز بحوثها حول العلوم الاجتماعية. في إطار التميز البحثي لعام 2014، حصلت الكلية على أعلى نسبة من الأبحاث الرائدة عالميًا من بين الأبحاث المقدمة من أي جامعة بريطانية غير متخصصة.
تخرج من الكلية عدد من الشخصيات البارزة في مجالات القانون والتاريخ وعلم الإنسان والاقتصاد والفلسفة وعلم النفس والأعمال والأدب والإعلام والسياسة. يشمل الخريجون والموظفون 55 رئيس دولة أو حكومة سابقًا أو حاليًا و 18 حائزًا على جائزة نوبل. في عام 2017، كانت 27٪ (أو 13 من أصل 49) من جميع جوائز نوبل في الاقتصاد قد منحت بشكل فردي أو مشترك لخريجين من كلية لندن للاقتصاد أو موظفيها الحاليين أو السابقين. كما حصد خريجو الكلية وموظفوها ثلاث جوائز نوبل للسلام وجائزتي نوبل في الأدب. من بين جميع الجامعات الأوروبية، درس في كلية لندن للاقتصاد معظم المليارديرات وأصحاب الأموال وفقًا للتعداد العالمي لعام 2014 للمليارديرات.

## تاريخ الكلية

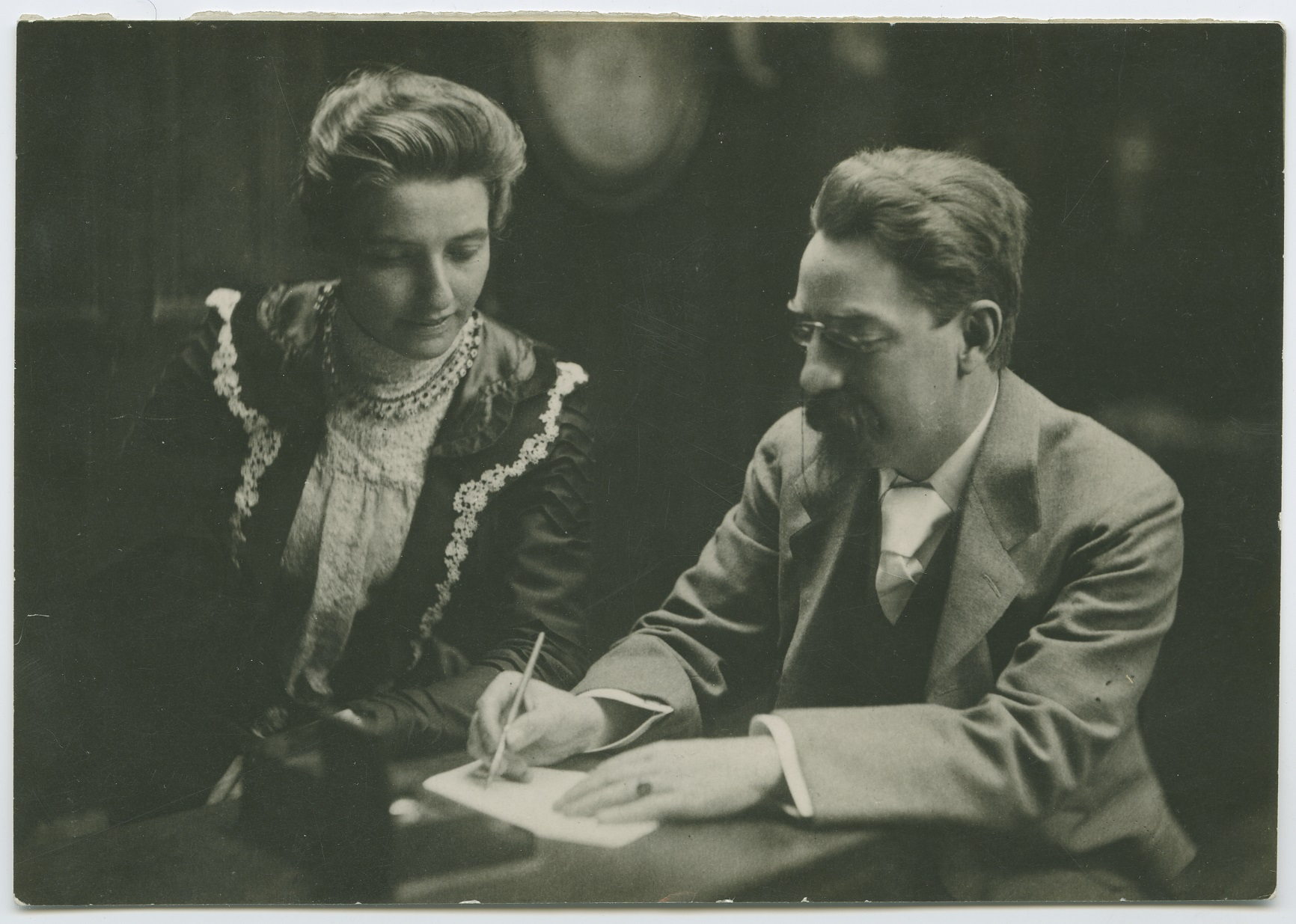
بياتريس وسيدني ويب.

### الأصول
تأسست كلية لندن للاقتصاد عام 1895 على يد بياتريس وسيدني ويب، بمبلغ مالي قدره 20 ألف جنيه استرليني، كان هنري هانت هاتشينسون، المحامي وأحد أعضاء الجمعية الفابية، قد أوصى به من ميراثه، ووضعه في أيدي أمناء الجمعية ليُوَظَّف لاحقاً من أجل تحقيق أهدافها بأي طريقة يرونها [الأمناء] مناسبة. أمناء الجمعية الخمسة في ذلك الوقت هم: سيدني ويب، وإدوارد بيز، وكونستانس هاتشينسون، ودبليو إس دي ماتوس، وويليام كلارك. 
تشير سجلات الكلية أنه قد جرى تصور اقتراح إنشائها خلال اجتماع إفطار عقد في 4 أغسطس 1894 بين بياتريس وسيدني ويب، ولويس فلود، وجورج برنارد شو. قبل الأمناء هذا الاقتراح في فبراير 1895، ونظمت الكلية أول فصولها الدراسية في أكتوبر من ذلك العام، في غرفٍ في 9 شارع جون، أديلفي، في مدينة وستمنستر.

### القرن العشرين
انضمت الكلية إلى جامعة لندن عام 1900، وجرى الاعترافُ بها بصفتها كلية الاقتصاد الخاصة بالجامعة. أطلقت جامعة لندن برنامجي الحصول على درجة البكالوريوس والدكتوراه في الاقتصاد عام 1901، وهما أول درجتين مخصصتين لعلوم اجتماعية في الجامعة. توسعت الكلية بسرعة في السنوات اللاحقة، وانتقلت في البداية إلى شارع 10 أديلفي المجاور، ثم إلى سوق كلير وشارع هوتون. وضع الملك جورج الخامس حجر الأساس للمبنى القديم في شارع هوتون عام 1920؛ وافتُتِح المبنى عام 1922.
يعد النقاش الدائر حول النظريات الاقتصادية بين كلية لندن للاقتصاد وجامعة كامبريدج في ثلاثينيات القرن العشرين نقاشًا معروفًا في الأوساط الأكاديمية. تعود جذور التنافس بين الآراء الأكاديمية في المؤسستين إلى بدايات تأسيس الكلية عندما تجادل إدوين كانان، أستاذ الاقتصاد فيها، مع ألفريد مارشال، أستاذ الاقتصاد السياسي في جامعة كامبريدج، والذي كان رائدًا في مجاله في ذلك الوقت، حول مسألة حجر الأساس لعلوم الاقتصاد وما إذا كان ينبغي اعتبار كامل الموضوع أساسيًا. (لم يتفق مارشال مع قائمة كلية لندن للاقتصاد المنفصلة للنظرية البحتة وإصرارها على التاريخ الاقتصادي).
شمل النقاش أيضًا مسألة دور الخبير الاقتصادي، وما إذا كان ينبغي أن يكون خبيرًا مستقلًا أو مستشارًا عمليًا. رغم التنافس الشديد بين المؤسستين خلال عشرينيات وثلاثينيات القرن الماضي، فقد عملتا معًا طوال العشرينيات على خدمة اقتصاد لندن وكامبريدج، لكن ذلك لم يمنع عودة الخلافات بينمها حين تجادل الاقتصاديون في المؤسستين حول أفضل السبل لمعالجة المشاكل الاقتصادية الناجمة عن الكساد الكبير.
من أبرز الشخصيات التي برزت في النقاش، جون مينارد كينز من جامعة كامبريدج، وفريدريش فون هايك من كلية لندن للاقتصاد. كما انخرط به الاقتصادي ليونيل روبنز الذي كان يعمل في الكلية أيضًا. بدأ الخلاف حول ما إذا كانت إدارة الطلب أو الانكماش الاقتصادي هو الحل الأفضل للمشاكل الاقتصادية في ذلك الوقت، وتطور ليصل في النهاية إلى مفاهيم أوسع في الاقتصاد والاقتصاد الكلي. طرح كينز النظريات المعروفة الآن باسم الاقتصاد الكينزي، والتي تنطوي على المشاركة النشطة للدولة والقطاع العام، بينما اتبع هايك وروبنز المدرسة النمساوية، التي أكدت مبدأ التجارة الحرة وعارضت مشاركة الدولة.
خلال الحرب العالمية الثانية، انتقلت المدرسة للعمل من لندن إلى جامعة كامبريدج، حيث احتلت المباني التابعة لبيترهاوس.
اعتُمِدَ شعار المدرسة بما في ذلك القندس في فبراير 1922 بناءً على توصية من لجنة مكونة من اثني عشر شخصًا تتضمن ثمانية طلاب، أنشئت خصيصًأ للبحث في الأمر.

## نشاطها الحالي
تلعب كلية لندن للاقتصاد دوراً كبيراً وملحوظاً في المجتمع البريطاني نظراً لارتباطاتها الواسعة وتأثيرها في مجال السياسة والأعمال والقانون. وتستقطب شركات المحاسبة والبنوك الاستثمارية وشركات القانون والاستشارات خريجي هذه الكلية التي تعد الكلية المفضلة لدى أرباب الأعمال والشركات الكبرى في القطاع الخاص والخدمات المصرفية في مدينة لندن وفي الخارج. ويطلق على الكلية أحيانا اسم «حضانة البنوك الاستثمارية» حيث يتوجه 30% من خريجيها للعمل في المجال المصرفي والخدمات المالية والمحاسبة.
وما زالت الكلية تحاول التوسع والنمو، وهي تجمع التبرعات والدعم لخدمة هذه الأهداف حيث نجحت في الآونة الأخيرة بجمع تبرعات بلغت 100 مليون باوند في إحدى الحملات التي لم تشهد بريطانيا مثيلاً لها من قبل. واشترت الكلية عدداً من المباني الجديدة بلغت تكلفتها 45 مليون باوند وستزداد مساحة حرم الكلية بعد ذلك بمقدار 120,000 قدم مربع. وفتح المبنى الأكاديمي الجديد أبوابه للطلبة في شهر تشرين أول من العام 2008 وقام بافتتاح المبنى ملكة بريطانيا والأمير فيليب في الخامس من تشرين الثاني 2008.

## البرامج الأكاديمية والقبول
تعد الكلية من المؤسسات المتخصصة على الدراسة والبحث في مجال العلوم الاجتماعية وهي الجامعة الوحيدة في المملكة المتحدة التي تقتصر على تدريس هذه المباحث دون غيرها. وتوفر الكلية ما يقارب 140 برنامجاً في درجة الماجستير في العلوم و 4 برامج ماجستير إدارة عامة ودرجة الماجستير في القانون و 30 برنامجاً لدرجة البكالوريوس في العلوم. كما تمنح درجة البكالوريوس في القانون ولديها أربع برامج بكالوريوس أخرى. وتعد الكلية أحد الجامعتين الوحيدتين التي تمنح درجة بكالوريوس في العلوم في تخصص تاريخ الاقتصاد والجامعة الثانية هي جامعة كامبردج. ومن بين المواضيع التي تدرس في الكلية علم الإنسان وعلم الجريمة والعلاقات الدولية وعلم النفس الاجتماعي والسياسة الاجتماعي وغيرها. وهنالك مركز للغات في الكلية.
ويعد التنافس للحصول على مقعد في هذه الكلية صعباً للغاية، حيث بلغت نسبة القبول في العام 2008 (6,8%) حيث تلقت الكلية 19,039 طلبات وقبلت 1,299 طالباً فقط. وتبلغ نسبة القبول في بعض التخصصات كالاقتصاد والعلاقات الدولية والإدارة والقانون والمحاسبة 4% إلى 5% فقط. ولذلك فإن الكلية تعد من أكثر الجامعات صعوبة للالتحاق بها في مرحلة البكالوريوس.
وهنالك تعاون كبير بين كلية لندن للاقتصاد والعديد من الجامعات ومن أهم هذه الشراكات ما قام بينها وبين جامعة كولومبيا في نيويورك.

## عدد الطلاب
يبلغ عدد الطلاب بدوام كامل في الكلية 7,800 طالب أما الطلبة بدوام جزئي فيبلغ عددهم 800 طالب.
وهنالك نسبة 25% من مجموع الطلبة من داخل المملكة المتحدة.

## اتحاد الطلبة
يتبع للكلية اتحاد مستقل لطلبتها وهو اتحاد طلبة كلية لندن للاقتصاد وهو يرتبط مع الاتحاد الوطني لطلبة الجامعات واللجنة الوطنية للخريجين, ويرتبط كذلك مع اتحاد طلبة جامعة لندن. ويعتبر اتحاد طلبة الكلية من أكثر الاتحادات الطلابية نشاطاً وتأثيراً في الساحة السياسية في بريطانيا، وقد نال الاتحاد هذه الشهرة بعد المظاهرات التي قادها في العام 1966-1967 والعام 1968-1969 والتي تصدرت عناوين الصحف العالمية.
ويشرف الاتحاد على معظم الأنشطة الترفيهية في الكلية والأندية الطلابية وشؤون الطلبة المختلفة. وهنالك مجموعة إعلامية متكاملة تتبع للاتحاد يصدر عنها الصحيفة الطلابية الأسبوعية (The Beaver, Pulse!), وتدير إذاعة خاصة بها وقناة تلفزيونية كذلك، وينشط طلاب الاتحاد في نشر أعمالهم ومقالاتهم في المجلة التابعة لجامعة لندن.

## المكتبات والأرشيف
المقالة الرئيسية: المكتبة البريطانية للعلوم السياسية والاقتصادية

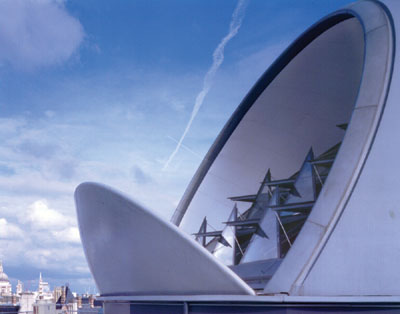
سطح المكتبة

تعد المكتبة الرئيسية في كلية لندن للاقتصاد وهي المكتبة البريطانية للعلوم السياسية والاقتصادية أكبر مكتبة في العالم متخصصة بشكل حصري للعلوم الاجتماعية والسياسية. ويعود تاريخ إنشاء إلى عام 1896 وكانت مكتبة وطنية للعلوم الاجتماعية في المملكة المتحدة والكومنولث وقد حاز مقتنياتها على أهمية وطنية وعالمية.
يزور المكتبة ما يزيد على 6,500 طالب وعضو هيئة تدريس يومياً وتوفر المكتبة مجموعة خاصة للأبحاث الدولية المختصة والتي تقدم خدماتها لما يزيد عن 12,000 مشترك سنوياً.
وهنالك مكتبة شو والتي تقع في مبنى فخم عريق في المبنى القديم للكلية وتجد فيها الروايات والأعمال الأدبية المتعددة وكتب القراءة العامة للتسلية وقضاء الوقت.

## السمعة الأكاديمية
حققت كلية لندن للاقتصاد سمعة عالمية متميزة جعلتها علماً في مقدمة المؤسسات الأكاديمية المختصة بالعلوم الاجتماعية، وترى لجنة فولبرايت أن كلية لندن للاقتصاد والعلوم السياسية هي المؤسسة الأكاديمية الأولى في العالم في العلوم الاجتماعية.
وفي العام 2008 تعززت سمعة الكلية بعد أن أظهر تقرير خاص بالتقييم البحثي للجامعات أن كلية لندن للاقتصاد حققت النسبة الأعلى في البحث العلمي الرائد من أي جامعة بريطانية أخرى، وقد فاقت سمعتها في مجال الأبحاث العلمية الرائدة جامعة أكسفورد وجامعة كامبردج حيث كانت النسبة المئوية في كلية لندن للاقتصاد 35% مقارنة بنسبة 32% لكل من أكسفورد وكامبردج.
وتشير صحيفة التايمز إلى أن كلية لندن للاقتصاد تقع في المرتبة الثانية بين الجامعات البريطانية وهي تشارك أكسفورد في هذه المرتبة. ووفقاً لتقرير تقييم النشاط البحثي لعام 2008 فإن كلية لندن للاقتصاد احتلت المرتبة الأولى في مجال علم الإنسان (الأنثروبولجيا), والاقتصاد والعلوم السياسية والقانون والسياسة الاجتماعية والدراسات الأوروبية.

## الشخصيات المرتبطة بالكلية
هنالك العديد من الأسماء اللامعة والشخصيات المعروفة التي ترتبط مع كلية لندن للاقتصاد من بينهم 16 شخصية حائزة على جائزة نوبل في الاقتصاد والسلام والأدب مثل جورج برنارد شو وبيرتراند راسل ورالف بنش وبول كروجمان وغيرهم.

## الدرجات العلمية
تمنح كلية لندن للاقتصاد درجاتها العلمية في مرحلة البكالوريوس والماجستير والدكتوراه، وهي لا تمنح الدرجات الفخرية السنوية بخلاف الجامعات الأخرى، ولم تقدم الكلية منذ تأسيسها سوى 15 درجة فخرية لبعض الشخصيات ذات الأهمية العالمية مثل نيلسون مانديلا الذي منحته الكلية درجة الدكتوراه الفخرية في الاقتصاد.
وتصدر الشهادات منذ التحاق الكلية بجامعة لندن وحتى العام 2007 عن الجامعة الأم كأي كلية أخرى من كليات الجامعة، إلا أن هذا النظام قد تغير منذ العام 2007 للسماح للكليات بمنح درجاتها العلمية الخاصة بها والصادرة عنها وقد بدأت كلية لندن للاقتصاد بمنح الدرجات العلمية لطلبتها منذ شعر حزيران 2008, وأعطت الكلية الحرية لطلابها المتوقع تخرجهم بين حزيران 2008 وحزيران 2010 بالحصول على الشهادة من الجامعة أو من الكلية، أما الطلبة الذين التحقوا بالكلية في مرحلة البكالوريوس بدءاً من العام 2007 فسيتم منحهم الدرجة العلمية من كلية لندن للاقتصاد مباشرة.

## من طلاب الجامعة
- مارجوت جيمس
- زينب سلبي
- تشاينا ميفيل

## وصلات خارجية
- الموقع الرسمي